# جک‌پات! (فیلم)
جک‌پات! (به انگلیسی: Jackpot!) فیلمی محصول سال ۲۰۲۴ و به کارگردانی پال فیگ است. در این فیلم بازیگرانی همچون آکوافینا، جان سینا، آیدن معیاری، دونالد الیز واتکینز، سام اصغری، سیمو لیو، مشین گان کلی، شان ویلیام اسکات، بکی آن بیکر، مونیک گاندرتون، بابی لی و لسلی دیوید بیکر ایفای نقش کرده‌اند.